# Nils Frahm
Nils Frahm (Hamburg, 20 de setembre de 1982) és un músic, compositor i productor de discos alemany amb seu a Berlín, conegut per combinar música clàssica i electrònica a través d'un enfocament poc convencional de l'ús dels instruments: barreja piano de cua, sintetitzadors Roland Juno-60 i Moog Taurus, amb piano elèctric Fender Rhodes entre d'altres. A més de la seva obra en solitari, Frahm ha publicat en col·laboració amb coneguts artistes com Anne Müller, Ólafur Arnalds, F. S. Blumm i Woodkid. Juntament amb Frederic Gmeiner i Sebastian Singwald enregistra i actua com Nonkeen.